# 永始 (桓玄)
永始（えいし）は、桓楚の武悼帝桓玄の治世に使用された元号。
当初は元号を建始としたが、後に永始と改められた。403年12月 - 404年5月。

## 西暦との対照表
| 永始 | 元年  | 2年   |
| 西暦 | 403年 | 404年 |
| 干支 | 癸卯  | 甲辰  |

## 他元号との対照表
| 永始 | 元年  | 2年          |
| 東晋 | 元興2 | 元興3        |
| 北魏 | 天興6 | 天興7 天賜元 |
| 後秦 | 弘始5 | 弘始6        |
| 後燕 | 光始3 | 光始4        |
| 南涼 | 弘昌2 | 弘昌3        |
| 南燕 | 建平2 | 建平3        |
| 西涼 | 庚子4 | 庚子5 建初元 |
| 北涼 | 永安3 | 永安4        |